# Walt Davis
Walter Francis Davis, detto Walt (Beaumont, 5 gennaio 1931 – Port Arthur, 17 novembre 2020), è stato un altista e cestista statunitense, medaglia d'oro nel salto in alto alle Olimpiadi di Helsinki 1952 con la misura di 2,04 metri e successivamente professionista nella NBA.

## Carriera
Venne selezionato dai Philadelphia Warriors al secondo giro del Draft NBA 1952 (13ª scelta assoluta).

## Palmarès
- Campionato NBA: 2

Philadelphia Warriors: 1956
St. Louis Hawks: 1958